# Бадура Афганли
Бадура Мелік кизи Афганли (азерб. Bədurə Məlik qızı Əfqanlı; до шлюбу Агамалова; 25 жовтня 1912, Баку — 7 травня 2002, Баку) — одна з перших азербайджанських жінок-театральних художниць, сценографка, акторка театру. Народна артистка Азербайджанської РСР (1974), Заслужена діячка мистецтв Азербайджанської РСР (1949).

## Біографія
Бадура Мелік кизи Агамалова народилася 25 жовтня 1912 року в Баку. У 1931 році закінчила Азербайджанський державний художній технікум. У 1934—1935 рр. створювала в Ашхабадському державному азербайджанському театрі ескізи костюмів і декорацій для постановок ряду вистав («Лейлі і Меджнун» Узеїра Гаджибекова, «Ашик-Гаріб» Зульфугара Гаджибекова, «Шейх Санан» Гусейна Джавіда, «У 1905 році» Джафара Джаббарли).
З 1938 по 1960 рік Бадура Афганли працювала в Азербайджанському державному драматичному театрі у Баку. Тут вона створювала ескізи і оформляла такі вистави як «Любов і помста» Сулеймана Сани Ахундова, «Очікування» Мехті Гусейна та Ільяса Ефендієва, «Розорене гніздо» Абудррагім-бека Ахвердієва, «Васса Желєзнова» Максима Горького, «Індійська красуня» В. Віннікова та Ю. Осноса, «Фархад і Ширін» Самеда Вургуна, «Отелло» Вільяма Шекспіра (спільно з Нусратом Фатуллаєвим), «Ширванська красуня» Енвера Мамедханли та ін
З 1960 року була художницею-постановницею костюмів на кіностудії «Азербайджанфільм». Бадура Афганли створювала ескізи костюмів для ряду вистав Азербайджанського російського драматичного театру, ряду опер, кінофільмів («Сказання про кохання», «Кура неприборкана», «Деде Коркуд» тощо), танцювальних ансамблів та колективів художньої самодіяльності.
Багато творів Бадури Афганли зберігаються в Азербайджанському державному музеї театру та Московському центральному театральному музеї.
Нагороджена орденом «Знак Пошани» і медалями.
Померла Бадура Афганли 7 травня 2002 року

## Нагороди
- орден «Знак Пошани» (09.06.1959)